# 神河龍屬
神河龍屬是蛇頸龍亞目薄板龍科的一屬，生存於白堊紀晚期（桑托階到坎潘階）的北美洲。
神河龍意為「冥河的蜥蜴」，是以希臘神話中的斯堤克斯河（River Styx）為名。斯堤克斯河是環繞冥界的九條冥河之一。

## 分類
神河龍的模式標本（編號KUVP 1301 （页面存档备份，存于））是在1867年發現於堪薩斯州洛根縣的海爾河組，包含一個完整的頭骨，以及20節頸椎。在1890年，S.W. Williston將這個標本歸類於白堊龍的一個種（Cimoliasaurus snowii）。
在1906年，S. E. Williston將C. snowii改歸類於薄板龍的一個種（Elasmosaurus snowii）。在1943年，塞繆爾·保羅·威爾斯將這個標本建立為新屬，神河龍（Styxosaurus snowii）。
在1945年，南達科塔州萊曼郡發現另一個更完整的標本（編號SDSMT 451 （页面存档备份，存于）），身長約11公尺。在1949年，這個標本被歸類於Alzadasaurus pembertoni。在1999年，肯尼思·卡彭特（Kenneth Carpenter）提出這個標本也屬於神河龍的模式種，因此A. pembertoni成為S. snowii的異名。
在1952年，威爾斯建立第二個種，Styxosaurus browni。在1999年，這個種被發現是咸渊龙Hydralmosaurus的異名。

## 食性
編號SDSMT 451標本目前是南達科塔礦業及理工學院的展出物之一，被架設成頸部高舉的姿態，但根據蛇頸龍類的頸部結構，牠們無法做出這種動作。這個標本的腹腔有約250顆胃石。一個發現於堪薩斯州皮耳頁岩的神河龍標本，腹腔則有魚類化石與胃石。大部分掠食動物不會吞食胃石以協助磨碎食物，但大部分較完整的蛇頸龍類標本，都發現胃石的存在。蛇頸龍類可能吞食胃石做為壓載物，以協助身體的下沉。根據估計，蛇頸龍類標本中的胃石重量，少於動物本身重量的1%。
在2006年，Oliver Wings提出不同看法，他認為鱷魚與某些動物也可能吞食胃石作為壓載物，而蛇頸龍類則可能吞食胃石以協助磨碎食物。

## 敘述
神河龍是種大型蛇頸龍類，生存於白堊紀晚期，屬於薄板龍科。薄板龍科的頸部相當長，約佔身長的一半，頸椎多達60到72節。
神河龍的身長約11到12公尺，頸部佔身長的一半。神河龍具有圓錐狀的銳利牙齒，適合刺穿，而非切割。如同其他蛇頸龍類，神河龍可能將獵物以大塊吞下。

## 大眾文化
在國家地理雜誌的立體電影《與海怪同行：史前探險》（Sea Monsters: A Prehistoric Adventure），神河龍與數種海生爬行動物共同出現。

## 外部連結
- Styxosaurus （页面存档备份，存于） at Oceans of Kansas
- Styxosaurus （页面存档备份，存于） at National Geographic